# Meritxell
Meritxell (prononcé en catalan  /məɾiˈtʃeʎ/, et localement : /meɾiˈtʃeʎ/) est un village d'Andorre situé dans la paroisse de Canillo qui comptait 63 habitants en 2021.

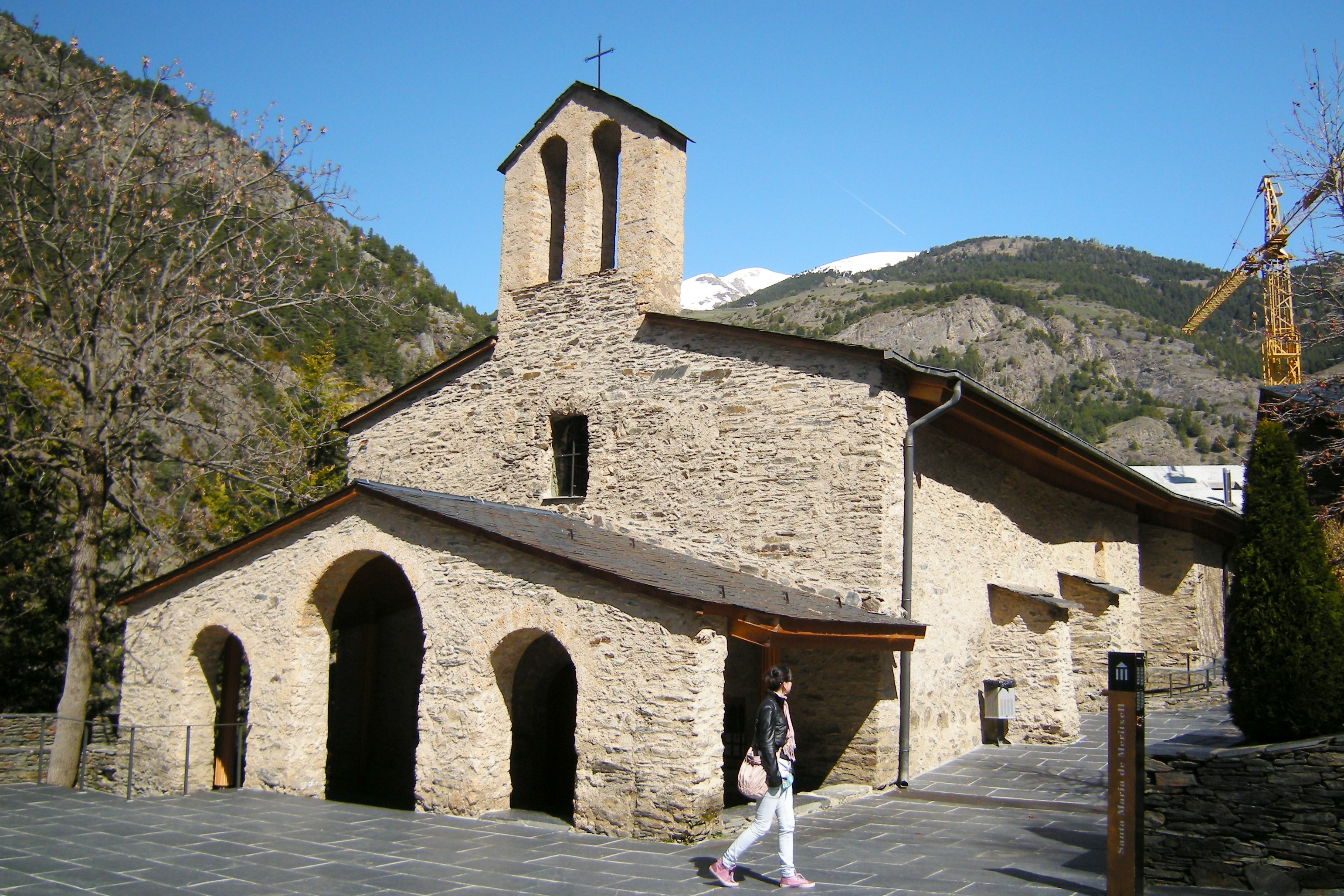
L'ancienne chapelle de Maeritxell

## Géographie

### Localisation
Le village domine la rive gauche de la Valira d'Orient, à une altitude de 1 450 m. Meritxell est accessible par la route CS-230 qui constitue un court embranchement de la route CG-2 prenant naissance entre Encamp et Canillo,. Le village est ainsi à 4 km d'Encamp, à 3 km de Canillo et à 10 km d'Andorre-la-Vieille. Le village de Prats est accessible à pied et se trouve à moins de 1 km au nord.

### Climat
| Mois                              | jan. | fév. | mars | avril | mai   | juin | jui. | août | sep. | oct. | nov. | déc. | année |
| --------------------------------- | ---- | ---- | ---- | ----- | ----- | ---- | ---- | ---- | ---- | ---- | ---- | ---- | ----- |
| Température minimale moyenne (°C) | −3,1 | −3,1 | −1,1 | 0,7   | 4,4   | 8    | 10,4 | 10,3 | 7,4  | 4,3  | 0,3  | −2,1 | 3     |
| Température moyenne (°C)          | 0,8  | 1,5  | 3,8  | 5,4   | 9,5   | 13,6 | 16,7 | 16,4 | 13   | 9,1  | 4,2  | 1,7  | 7,9   |
| Température maximale moyenne (°C) | 4,8  | 6    | 8,7  | 10    | 13,6  | 19,3 | 21,9 | 21,7 | 18,2 | 13,6 | 8,2  | 5,5  | 12,5  |
| Précipitations (mm)               | 65,9 | 38,4 | 51,2 | 87,1  | 104,1 | 95,9 | 69,3 | 86,5 | 89,4 | 88,2 | 91,1 | 76,9 | 944,1 |

## Patrimoine
Le village est connu pour avoir donné son nom à la Mare de Déu de Meritxell (Notre-Dame de Meritxell), sainte patronne de l'Andorre. Deux sanctuaires dédiés à celle-ci ont été construits dans le village : le Santuari Vell de Meritxell et le Santuari Nou de Meritxell, érigé en 1976 sur les plans de l'architecte espagnol Ricardo Bofill.

## Toponymie
Selon le linguiste Joan Coromines, le nom « Meritxell » proviendrait de merig, diminutif du terme latin meridiem, utilisé par les bergers pour nommer un pâturage ensoleillé. La forme ancienne Merchell est attestée.

## Démographie
La population de Meritxell était estimée en 1875 à 20 habitants.

### Époque contemporaine
| 1984 | 1985 | 1986 | 1987 | 1988 | 1989 | 1990 | 1991 | 1992 |
| ---- | ---- | ---- | ---- | ---- | ---- | ---- | ---- | ---- |
| 33   | 33   | 37   | 39   | 41   | 42   | 51   | 57   | 61   |

| 1993 | 1994 | 1995 | 1996 | 1997 | 1998 | 1999 | 2000 | 2001 |
| ---- | ---- | ---- | ---- | ---- | ---- | ---- | ---- | ---- |
| 56   | 57   | 56   | 47   | 46   | 47   | 47   | 47   | 46   |

| 2002 | 2003 | 2004 | 2005 | 2006 | 2007 | 2008 | 2009 | 2010 |
| ---- | ---- | ---- | ---- | ---- | ---- | ---- | ---- | ---- |
| 52   | 50   | 56   | 61   | 63   | 64   | 64   | 66   | 69   |

| 2011 | 2012 | 2013 | 2014 | 2015 | 2016 | 2017 | 2018 | 2019 |
| ---- | ---- | ---- | ---- | ---- | ---- | ---- | ---- | ---- |
| 57   | 56   | 55   | 61   | 62   | 64   | 62   | 56   | 60   |

| 2020 | 2021 | - | - | - | - | - | - | - |
| ---- | ---- | - | - | - | - | - | - | - |
| 60   | 63   | - | - | - | - | - | - | - |